# Национальный рекламный альянс
«Национальный рекламный альянс» (НРА) — российская компания, созданная в 2016 году. Единая платформа продажи и размещения ТВ-рекламы в России. Контролирует продажу практически всей рекламы в стране.

## История
К началу 2010-х годов компания «Видео Интернешнл» (Vi) контролировала распространение рекламы на большинстве федеральных каналов в России. В 2014 году сооснователь Vi и генеральный директор «Газпром-медиа» Михаил Лесин попытался создать единого продавца рекламы, по 20 % которого получали бы во владение «Газпром-медиа», «Первый канал», «Национальная Медиа Группа», ВГТРК и НТВ. Возглавить новую компанию должен был генеральный директор Vi Сергей Васильев. В том же году Лесин ушёл, из «Газпром-медиа» и сделка не состоялась
В 2016 году вышеуказанные четыре медиахолдинга на паритетных началах создали единого продавца телерекламы, «Национальный рекламный альянс» (НРА), который возглавил другой совладелец Vi, Оганес Соболев. Заместитель руководителя Федеральной антимонопольной службы Андрей Кашеваров тогда оценил долю контролируемого альянсом рынка в 80 — 90 % телерекламы и 35 — 40 % рекламы вообще. Он отметил, что у ФАС не возникнет претензий к НРА до тех пор, пока не будут поданы жалобы на нарушения в ценообразовании. Вскоре после создания альянс объявил о повышении стоимости рекламы в 2017 году на 15 %, что в разы превосходило повышение годом ранее.
Первоначально предполагалось, что НРА будет контролировать и распространение интернет-рекламы, но медиахолдинги не договорились между собой. Тогда в конце 2016 года была создана «Новая сервисная компания» (НСК), куда вошли подразделения «Газпром-медиа» и Vi; в частности «Газпром-медиа диджитал» и продавец региональной телерекламы «Алькасар» от первого, а также доли Vi Trend и IMHO Vi от второго. К моменту создания НСК, Vi и НМГ владел один и тот же консорциум во главе с банком «Россия». Источник в НРА сообщал, что альянс передаст в НСК бухгалтерию, юридическое обслуживание, финансовое сопровождение, ИТ и медиаконсультирование.
НСК считается бэк-офисом НРА, который распространяет для альянса рекламу в интернете и на региональных каналах. 30,9 % НСК владеет «Газпром-медиа», по 23,55 % — Таймураз Боллоев и Дмитрий Лебедев, 22 % — Сергей Руднов. Не работавший в этой сфере Боллоев предположительно стал ключевым инвестором, двое других представляют банк «Россия» — Лебедев возглавляет его совет директоров, а Руднов — сын умершего Олега Руднова, связанного бизнесом и близкой дружбой с главой банка «Россия» Юрием Ковальчуком.
В апреле 2017 года пост главы НРА вместо Соболева занял Сергей Васильев. Цена размещения рекламы на 2018 год была повышена на 15 — 20 %. В конце 2018 года Васильев покинул пост генерального директора, причиной называлось недостаточно высокие, по мнению совладельцев альянса, плановые показатели выручки. В том же году «Национальная Медиа Группа» приобрела последнего независимого владельца крупных телеканалов, «СТС Медиа», после чего долей НРА в телерекламе стали называть 95 %.
В августе 2019 года генеральным директором НРА был назначен Алексей Толстоган.
В 2022 году НРА вошёл в состав «Медиа-Коммуникационного Союза».

### Показатели
В 2018 году объём продаж телерекламы в России впервые уступил интернет-рекламе. В 2019 году произошло первое за несколько лет падение рекламной выручки на телевидении.